# RBX
RBX(본명:Eric Dwayne Collins)는 미국의 랩가수이며, 지펑크를 주요 랩장르로 했던 랩퍼이다. 캘리포니아주 출신 랩퍼이다.

## 생애
그는 네이트 독, 스눕 독의 사촌관계이다. 그런 관계로 그는 데스 로우 레코드의 소속됐지만, 그는 경제적인 여유가 되지 않아, 닥터 드레의 회사인 애프터매스로 간다. 한때 닥터 드레와 앨범문제로 인해 불화가 생겨 2001년 탈퇴당한다. 현재 스눕 독의 회사인 도기 스타일 레코드 소속이다.

## 앨범
- 1995: The RBX Files
- 1999: No Mercy, No Remorse
- 2004: Ripp Tha Game Bloody: Street Muzic
- 2005: The Shining
- 2007: Broken Silence
- 2009: X2, The Digital Cush (발매 예정)